# Raimond Ţancov
Raimond Ţancov es un deportista rumano que compitió en bobsleigh. Ganó una medalla de plata en el Campeonato Europeo de Bobsleigh de 1969, en la prueba cuádruple.

## Palmarés internacional
| Campeonato Europeo | Campeonato Europeo | Campeonato Europeo | Campeonato Europeo |
| Año                | Lugar              | Medalla            | Prueba             |
| ------------------ | ------------------ | ------------------ | ------------------ |
| 1969               | Cervinia (Italia)  | Medalla de plata   | Cuádruple          |